# بوكسبورو (ماساتشوستس)
بوكسبورو هي مدينة في مقاطعة ميدلسيكس، ماساشوستس، الولايات المتحدة. كان عدد السكان 5،506 في تعداد الولايات المتحدة 2020.